# Nathan Smith (biathlonista)
Nathan Smith (ur. 25 grudnia 1985 w Calgary) – kanadyjski biathlonista, dwukrotny medalista mistrzostw świata w sprincie, brązowy medalista mistrzostw świata juniorów.

## Kariera
Pierwszy sukces w karierze osiągnął w 2005 roku, kiedy zdobył brązowy medal w sztafecie podczas mistrzostw świata juniorów w Kontiolahti.
W zawodach Pucharu Świata zadebiutował 9 lutego 2008 roku w Östersund, zajmując 92. miejsce w sprincie. Pierwsze pucharowe punkty zdobył 12 lutego 2011 roku w Fort Kent, gdzie zajął 38. miejsce w biegu pościgowym. Na podium zawodów tego cyklu pierwszy raz stanął 7 marca 2015 roku w Kontiolahti, gdy rywalizację w sprincie ukończył na drugiej pozycji. W kolejnych startach jeszcze jeden raz stanął na podium: 21 marca 2015 roku w Chanty-Mansyjsku wygrał bieg masowy. Najlepsze wyniki osiągnął w sezonie 2014/2015, kiedy zajął 16. miejsce w klasyfikacji generalnej.
Na mistrzostwach świata w Kontiolahti w 2015 roku wywalczył srebrny medal w sprincie. Rozdzielił tam na podium dwóch Norwegów: Johannesa Thingnesa Bø i Tarjei Bø. Był to pierwszy w historii medal dla Kanady w tej konkurencji. Na rozgrywanych rok później mistrzostwach świata w Oslo wspólnie z Christianem Gowem, Scottem Gowem i Brendanem Greenem zdobył brązowy medal w sztafecie. Nigdy więcej nie znalazł się w czołowej dziesiątce indywidualnych zawodów tego cyklu.
W 2014 roku wystartował na igrzyskach olimpijskich w Soczi, gdzie zajął 25. miejsce w biegu indywidualnym, 13. w sprincie, 11. w biegu pościgowym i 7. miejsce w sztafecie. Na rozgrywanych cztery lata później igrzyskach w Pjongczangu indywidualnie plasował się poza czołową czterdziestką, a w sztafecie ponownie był siódmy.

## Osiągnięcia

### Zimowe igrzyska olimpijskie
| Rok  | Miejscowość | Konkurencje | Konkurencje | Konkurencje | Konkurencje | Konkurencje | Konkurencje | Konkurencje |
| Rok  | Miejscowość | IN          | SP          | PU          | MS          | RL          | MR          | SR          |
| ---- | ----------- | ----------- | ----------- | ----------- | ----------- | ----------- | ----------- | ----------- |
| 2014 | Soczi       | 25.         | 13.         | 11.         | DNF         | 7.          | –           | nd.         |
| 2018 | Pjongczang  | 81.         | 44.         | 54.         | –           | 7.          | –           | nd.         |

### Mistrzostwa świata
| Rok  | Miejscowość          | Konkurencje | Konkurencje | Konkurencje | Konkurencje | Konkurencje | Konkurencje | Konkurencje |
| Rok  | Miejscowość          | IN          | SP          | PU          | MS          | RL          | MR          | SR          |
| ---- | -------------------- | ----------- | ----------- | ----------- | ----------- | ----------- | ----------- | ----------- |
| 2008 | Östersund            | 81.         | 92.         | –           | –           | 21.         | –           | nd.         |
| 2011 | Chanty-Mansyjsk      | 85.         | 67.         | –           | –           | 11.         | –           | nd.         |
| 2012 | Ruhpolding           | 61.         | 45.         | 43.         | –           | 13.         | –           | nd.         |
| 2013 | Nové Město na Moravě | 63.         | 73.         | –           | –           | 8.          | –           | nd.         |
| 2015 | Kontiolahti          | 44.         | 2.          | 13.         | 23.         | –           | 12.         | nd.         |
| 2016 | Oslo                 | 42.         | 46.         | 15.         | –           | 3.          | 11.         | nd.         |

### Mistrzostwa świata juniorów
| Rok  | Miejscowość  | Konkurencje | Konkurencje | Konkurencje | Konkurencje | Konkurencje | Konkurencje | Konkurencje |
| Rok  | Miejscowość  | IN          | SP          | PU          | MS          | RL          | MR          | SR          |
| ---- | ------------ | ----------- | ----------- | ----------- | ----------- | ----------- | ----------- | ----------- |
| 2002 | Ridnaun      | 54.         | 44.         | 49.         | nd.         | 16.         | nd.         | nd.         |
| 2003 | Kościelisko  | 42.         | 52.         | DNF         | –           | 11.         | –           | nd.         |
| 2005 | Kontiolahti  | 39.         | 53.         | 49.         | nd.         | 3.          | nd.         | nd.         |
| 2006 | Presque Isle | 43.         | 24.         | 19.         | nd.         | DSQ         | nd.         | nd.         |

### Mistrzostwa Europy
| Rok  | Miejscowość | Konkurencje | Konkurencje | Konkurencje | Konkurencje | Konkurencje | Konkurencje | Konkurencje |
| Rok  | Miejscowość | IN          | SP          | PU          | MS          | RL          | MR          | SR          |
| ---- | ----------- | ----------- | ----------- | ----------- | ----------- | ----------- | ----------- | ----------- |
| 2006 | Langdorf    | 21.         | 40.         | 34.         | nd.         | 7.          | nd.         | nd.         |
| 2011 | Ridnaun     | –           | –           | –           | –           | 10.         | –           | nd.         |

### Puchar Świata

#### Miejsca w klasyfikacji generalnej
| Sezon     | Miejsce |
| --------- | ------- |
| 2007/2008 | -       |
| 2008/2009 | -       |
| 2009/2010 | -       |
| 2010/2011 | 104.    |
| 2011/2012 | 103.    |
| 2013/2014 | 32.     |
| 2014/2015 | 16.     |
| 2015/2016 | 28.     |

#### Miejsca na podium chronologicznie
| Lp. | Dzień    | Rok  | Miejscowość     | Konkurencja               | Lokata | Pudła   | Czas biegu | Strata | Zwycięzca            |
| --- | -------- | ---- | --------------- | ------------------------- | ------ | ------- | ---------- | ------ | -------------------- |
| 1.  | 7 marca  | 2015 | Kontiolahti     | Sprint na 10 km           | 2.     | 0+1     | 24:24,9    | +12,1  | Johannes Thingnes Bø |
| 2.  | 21 marca | 2015 | Chanty-Mansyjsk | Bieg pościgowy na 12,5 km | 1.     | 0+0+0+1 | 32:04,9    | –      | –                    |

### Puchar IBU

#### Miejsca w klasyfikacji generalnej
| Sezon     | Miejsce |
| --------- | ------- |
| 2007/2008 | 55      |
| 2008/2009 | 80      |
| 2009/2010 | 82      |
| 2011/2012 | 6       |
| 2012/2013 | 40      |

#### Miejsca na podium chronologicznie
| Lp. | Dzień        | Rok  | Miejscowość  | Konkurencja     | Lokata | Pudła | Czas biegu | Strata | Zwycięzca            |
| --- | ------------ | ---- | ------------ | --------------- | ------ | ----- | ---------- | ------ | -------------------- |
| 1.  | 16 grudnia   | 2011 | Obertilliach | Sprint na 10 km | 3.     | 0+0   | 24:18,1    | +8,4   | Jewgienij Garaniczew |
| 2.  | 11 lutego    | 2012 | Canmore      | Sprint na 10 km | 1.     | 0+1   | 26:13,4    | –      | –                    |
| 3.  | 11 lutego    | 2012 | Canmore      | Sprint na 10 km | 1.     | 0+0   | 25:33,4    | –      | –                    |
| 4.  | 11 lutego    | 2012 | Canmore      | Sprint na 10 km | 1.     | 1+0   | 26:13,1    | –      | –                    |
| 5.  | 23 listopada | 2013 | Idre         | Sprint na 10 km | 2.     | 0+0   | 24:05,8    | +3,9   | Timofiej Łapszyn     |